# Paul Chevandier de Valdrome
Pour les articles homonymes, voir Chevandier et Chevandier de Valdrome.
Paul, Antoine, Marie, Chevandier de Valdrome, né le 17 mars 1817 à Saint-Quirin, mort le 2 septembre 1877 à Hautot-sur-Mer, est un peintre paysagiste français qui mène une carrière discrète durant le XIXe siècle, dans l’ombre de ses amis renommés tels Théodore Chassériau, Prosper Marilhat ou Louis-Nicolas Cabat.
Son père, Jean Auguste Chevandier de Valdrome (1781 † 1865), est un Maître verrier et un homme politique, député de 1821 à 1837 et fait Pair de France le 3 octobre 1837. Ce dernier essaie de convaincre le ministère de l’intérieur d’acheter un tableau de Théodore Chassériau (Suzanne au bain, 1839) mais cette tentative échoue.
L’artiste est aussi le frère du ministre de l’Intérieur de Napoléon III, Eugène Chevandier de Valdrome (1810 † 1878) et de la baronne de Prailly à qui il rend visite au Plantier de Costebelle.
L’œuvre de Paul Chevandier de Valdrome s’inscrit dans le mouvement du paysage néo-classique qui voit le jour sous la monarchie de Juillet par réaction à la peinture romantique, notamment avec de nombreuses vues italiennes rapportées de ses séjours transalpins. Il se laisse également tenter par quelques compositions orientalistes au cours de ses voyages en Algérie ou au Maroc. Sa production suscite l’enthousiasme de Théophile Gautier qui commente les œuvres exposées dans les Salons de son époque mais Baudelaire se montre plus sévère envers le peintre néo-classique.
Son œuvre majeure, Paysage, plaine de Rome, a été acquise par le musée du Louvre en 1987 sur un marché de l'art qui propose très rarement peintures, aquarelles ou dessins de l’artiste, méconnu aujourd'hui et dont la production semble limitée.

## Biographie

### Milieu familial

#### Présence déterminante de Hortense de Prailly
Hortense Chevandier de Valdrome (1813 † 1879), baronne de Prailly, est la sœur de Paul Chevandier de Valdrome. Elle a épousé en 1834 le baron Nicolas Husson de Prailly (1804 † 1881), président du Tribunal civil de Première Instance de Nancy et officier de la Légion d'honneur. Le père de Nicolas Husson de Prailly, né en 1751, est membre du collège électoral de la Meurthe. Son titre de baron de l'Empire a été accordé par lettres patentes du 25 février 1813. Très pieuse, madame de Prailly rencontre pour la première fois le père Henri Lacordaire à la manufacture de glaces de Cirey chez son frère Eugène et elle est une correspondante fidèle de l'orateur dominicain qui devient son directeur de conscience. Henri Lacordaire donne à cette époque des cours d'instruction religieuse à Paul Chevandier de Valdrome avec qui il séjourne même à Dieppe.
Elle est propriétaire du Plantier de Costebelle, villa néo-palladienne qu'elle fait construire en 1857 dans le quartier varois de Costebelle, à Hyères, domaine où elle reçoit souvent son frère. Elle organise à Rome en 1840 une rencontre entre Paul Chevandier de Valdrome qu'elle héberge, Henri Lacordaire et Théodore Chassériau ; rencontre qui permet à ce dernier d'exécuter un portrait du célèbre père Dominicain au couvent Sainte-Sabine, aujourd'hui au musée du Louvre.
L'artiste peintre est nommé chevalier de la Légion d'honneur par décret du 14 août 1869. 
Paul Chevandier de Valdrome est également actionnaire dans les verreries forestières familiales dirigées par son frère Eugène Chevandier de Valdrome, dont il possède 30 actions aux côtés de sa sœur Hortense Husson de Prailly.

#### Mésalliance qui contrarie la famille
Paul Chevandier de Valdrome épouse, le 14 octobre 1868, contre l'avis de sa famille, une actrice parisienne de condition modeste et née de père inconnu, Jeanne Émilie Lelarge, qui se produit parfois au théâtre de l'Ambigu ou au théâtre de la Porte-Saint-Martin sous le nom de scène de Jeanne Defodon ou d'Émilie Defodon. Elle y joue les ingénues ou les amoureuses. Par deux fois elle se produit devant les souverains à Compiègne, en décembre 1862, dans le rôle de Blanche de Nevers, du Bossu puis en novembre 1863, dans celui de Blanche, de l'Aïeule. Lors de la Guerre franco-allemande de 1870 — craignant pour leur sécurité — Paul Chevandier de Valdrome envoie sa très jeune épouse et leur fils, Armand, en Allemagne. Il demeure en France seul et semble exploiter un hôtel qu'il convertit en hôpital destiné à accueillir les blessés de guerre. Puis, la famille se réunit, voyage en Suisse et s'établit à Marseille.

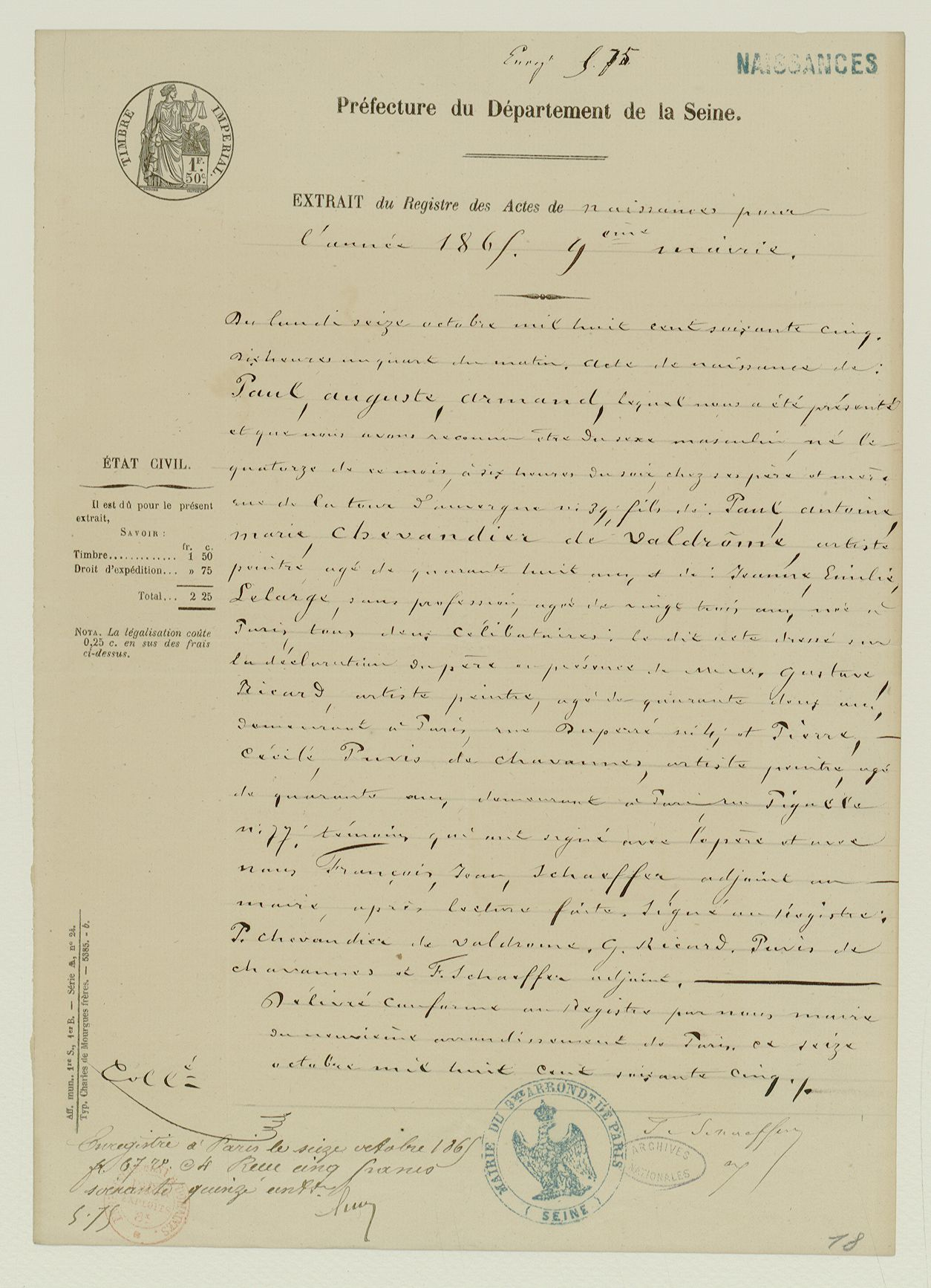
Acte de naissance d'Armand Chevandier, 1865.
Agrandissez cette image

 Mais l'union entre les époux est mise à mal par une relation adultérine qu'Émilie entretient avec le jeune baron Marx Von Pforstein. Une séparation judiciaire aux torts de l'épouse est alors prononcée. L'enfant est placé après la mort de Paul Chevandier de Valdrome chez les Pères Dominicains d'Arcueil et sous tutelle de son oncle Eugène Chevandier de Valdrome, à la demande même de la famille paternelle qui a provoqué un second procès sur la garde partagée. Une tentative d'enlèvement d'Armand par sa mère en 1878, lors d'une visite prévue par le jugement, est abondamment commentée par les journalistes au premier rang desquels Francisque Sarcey, dans la presse à scandale de l'époque, ainsi que dans les journaux radicaux, notamment Le Progrès de l'Ain, qui applaudissent ce pied de nez fait aux Révérends Pères.
Le fils de Paul Chevandier de Valdrome, Armand Chevandier de Valdrome , connait une fin tragique. Secrétaire d'ambassade au Maroc et consul général de France à Tanger, il est assassiné dans cette ville par son cuisinier à la suite d'un différend de service survenu pour alcoolisme, le 22 janvier 1914. Le rapatriement de la dépouille du diplomate a lieu à Marseille sur le torpilleur Le Friand.

#### Arbre généalogique de la famille Chevandier de Valdrome
Cette arborescence explique de façon synthétique la position de Paul Chevandier de Valdrome au sein de sa famille, une dynastie de maîtres verriers lorrains et prussiens.
|                                                                            |                                                                            |                                                                            |                                                                            |                                                                            |                                                                            |                                                   |                                                   |                                                                              |                                                                              | Antoine Marie de Guaïta (1722 † 1808) Banquier                               | Antoine Marie de Guaïta (1722 † 1808) Banquier                               | Antoine Marie de Guaïta (1722 † 1808) Banquier                               | Antoine Marie de Guaïta (1722 † 1808) Banquier                               | Antoine Marie de Guaïta (1722 † 1808) Banquier                  | Antoine Marie de Guaïta (1722 † 1808) Banquier                  |                                                                              |                                                                              |                                                                              |                                                                              |                                                                              |                                                                              | Catherine Claire Bessel (Frankfurt am Main) (1733 † 1783) | Catherine Claire Bessel (Frankfurt am Main) (1733 † 1783) | Catherine Claire Bessel (Frankfurt am Main) (1733 † 1783)        | Catherine Claire Bessel (Frankfurt am Main) (1733 † 1783)        | Catherine Claire Bessel (Frankfurt am Main) (1733 † 1783)        | Catherine Claire Bessel (Frankfurt am Main) (1733 † 1783)        |                                                                  |                                                                  |                                                            |                                                            |                                                                              |                                                                              |                                                                              |                                                                              |                                                                              |                                                                              |                                                    |                                                    |                                                    |                                                    |                                             |                                             |  |  |                                           |                                           |                                           |                                           |                                           |                                           |  |  |  |  |  |  |  |  |  |  |
|                                                                            |                                                                            |                                                                            |                                                                            |                                                                            |                                                                            |                                                   |                                                   |                                                                              |                                                                              | Antoine Marie de Guaïta (1722 † 1808) Banquier                               | Antoine Marie de Guaïta (1722 † 1808) Banquier                               | Antoine Marie de Guaïta (1722 † 1808) Banquier                               | Antoine Marie de Guaïta (1722 † 1808) Banquier                               | Antoine Marie de Guaïta (1722 † 1808) Banquier                  | Antoine Marie de Guaïta (1722 † 1808) Banquier                  |                                                                              |                                                                              |                                                                              |                                                                              |                                                                              |                                                                              | Catherine Claire Bessel (Frankfurt am Main) (1733 † 1783) | Catherine Claire Bessel (Frankfurt am Main) (1733 † 1783) | Catherine Claire Bessel (Frankfurt am Main) (1733 † 1783)        | Catherine Claire Bessel (Frankfurt am Main) (1733 † 1783)        | Catherine Claire Bessel (Frankfurt am Main) (1733 † 1783)        | Catherine Claire Bessel (Frankfurt am Main) (1733 † 1783)        |                                                                  |                                                                  |                                                            |                                                            |                                                                              |                                                                              |                                                                              |                                                                              |                                                                              |                                                                              |                                                    |                                                    |                                                    |                                                    |                                             |                                             |  |  |                                           |                                           |                                           |                                           |                                           |                                           |  |  |  |  |  |  |  |  |  |  |
|                                                                            |                                                                            |                                                                            |                                                                            |                                                                            |                                                                            |                                                   |                                                   |                                                                              |                                                                              |                                                                              |                                                                              |                                                                              |                                                                              |                                                                 |                                                                 |                                                                              |                                                                              |                                                                              |                                                                              |                                                                              |                                                                              |                                                           |                                                           |                                                                  |                                                                  |                                                                  |                                                                  |                                                                  |                                                                  |                                                            |                                                            |                                                                              |                                                                              |                                                                              |                                                                              |                                                                              |                                                                              |                                                    |                                                    |                                                    |                                                    |                                             |                                             |  |  |                                           |                                           |                                           |                                           |                                           |                                           |  |  |  |  |  |  |  |  |  |  |
|                                                                            |                                                                            |                                                                            |                                                                            |                                                                            |                                                                            |                                                   |                                                   |                                                                              |                                                                              |                                                                              |                                                                              |                                                                              |                                                                              |                                                                 |                                                                 |                                                                              |                                                                              |                                                                              |                                                                              |                                                                              |                                                                              |                                                           |                                                           |                                                                  |                                                                  |                                                                  |                                                                  |                                                                  |                                                                  |                                                            |                                                            |                                                                              |                                                                              |                                                                              |                                                                              |                                                                              |                                                                              |                                                    |                                                    |                                                    |                                                    |                                             |                                             |  |  |                                           |                                           |                                           |                                           |                                           |                                           |  |  |  |  |  |  |  |  |  |  |
| François Chevandier de Valdrome (1767 † 1851)                              | François Chevandier de Valdrome (1767 † 1851)                              | François Chevandier de Valdrome (1767 † 1851)                              | François Chevandier de Valdrome (1767 † 1851)                              | François Chevandier de Valdrome (1767 † 1851)                              | François Chevandier de Valdrome (1767 † 1851)                              |                                                   |                                                   | Jeanne Louise Jullien (1776 † 1847)                                          | Jeanne Louise Jullien (1776 † 1847)                                          | Jeanne Louise Jullien (1776 † 1847)                                          | Jeanne Louise Jullien (1776 † 1847)                                          | Jeanne Louise Jullien (1776 † 1847)                                          | Jeanne Louise Jullien (1776 † 1847)                                          |                                                                 |                                                                 | Bernard de Guaïta (1755 † 1831) Verreries de Saint-Quirin                    | Bernard de Guaïta (1755 † 1831) Verreries de Saint-Quirin                    | Bernard de Guaïta (1755 † 1831) Verreries de Saint-Quirin                    | Bernard de Guaïta (1755 † 1831) Verreries de Saint-Quirin                    | Bernard de Guaïta (1755 † 1831) Verreries de Saint-Quirin                    | Bernard de Guaïta (1755 † 1831) Verreries de Saint-Quirin                    |                                                           |                                                           |                                                                  |                                                                  |                                                                  |                                                                  | Marie-Anne Allezina von Schweitzer (1761 † 1792)                 | Marie-Anne Allezina von Schweitzer (1761 † 1792)                 | Marie-Anne Allezina von Schweitzer (1761 † 1792)           | Marie-Anne Allezina von Schweitzer (1761 † 1792)           | Marie-Anne Allezina von Schweitzer (1761 † 1792)                             | Marie-Anne Allezina von Schweitzer (1761 † 1792)                             |                                                                              |                                                                              |                                                                              |                                                                              | Ève Régine Walburge de Guaïta (1757 † 1833)        | Ève Régine Walburge de Guaïta (1757 † 1833)        | Ève Régine Walburge de Guaïta (1757 † 1833)        | Ève Régine Walburge de Guaïta (1757 † 1833)        | Ève Régine Walburge de Guaïta (1757 † 1833) | Ève Régine Walburge de Guaïta (1757 † 1833) |  |  | Comte Pierre-Louis Roederer (1754 † 1835) | Comte Pierre-Louis Roederer (1754 † 1835) | Comte Pierre-Louis Roederer (1754 † 1835) | Comte Pierre-Louis Roederer (1754 † 1835) | Comte Pierre-Louis Roederer (1754 † 1835) | Comte Pierre-Louis Roederer (1754 † 1835) |  |  |  |  |  |  |  |  |  |  |
| François Chevandier de Valdrome (1767 † 1851)                              | François Chevandier de Valdrome (1767 † 1851)                              | François Chevandier de Valdrome (1767 † 1851)                              | François Chevandier de Valdrome (1767 † 1851)                              | François Chevandier de Valdrome (1767 † 1851)                              | François Chevandier de Valdrome (1767 † 1851)                              |                                                   |                                                   | Jeanne Louise Jullien (1776 † 1847)                                          | Jeanne Louise Jullien (1776 † 1847)                                          | Jeanne Louise Jullien (1776 † 1847)                                          | Jeanne Louise Jullien (1776 † 1847)                                          | Jeanne Louise Jullien (1776 † 1847)                                          | Jeanne Louise Jullien (1776 † 1847)                                          |                                                                 |                                                                 | Bernard de Guaïta (1755 † 1831) Verreries de Saint-Quirin                    | Bernard de Guaïta (1755 † 1831) Verreries de Saint-Quirin                    | Bernard de Guaïta (1755 † 1831) Verreries de Saint-Quirin                    | Bernard de Guaïta (1755 † 1831) Verreries de Saint-Quirin                    | Bernard de Guaïta (1755 † 1831) Verreries de Saint-Quirin                    | Bernard de Guaïta (1755 † 1831) Verreries de Saint-Quirin                    |                                                           |                                                           |                                                                  |                                                                  |                                                                  |                                                                  | Marie-Anne Allezina von Schweitzer (1761 † 1792)                 | Marie-Anne Allezina von Schweitzer (1761 † 1792)                 | Marie-Anne Allezina von Schweitzer (1761 † 1792)           | Marie-Anne Allezina von Schweitzer (1761 † 1792)           | Marie-Anne Allezina von Schweitzer (1761 † 1792)                             | Marie-Anne Allezina von Schweitzer (1761 † 1792)                             |                                                                              |                                                                              |                                                                              |                                                                              | Ève Régine Walburge de Guaïta (1757 † 1833)        | Ève Régine Walburge de Guaïta (1757 † 1833)        | Ève Régine Walburge de Guaïta (1757 † 1833)        | Ève Régine Walburge de Guaïta (1757 † 1833)        | Ève Régine Walburge de Guaïta (1757 † 1833) | Ève Régine Walburge de Guaïta (1757 † 1833) |  |  | Comte Pierre-Louis Roederer (1754 † 1835) | Comte Pierre-Louis Roederer (1754 † 1835) | Comte Pierre-Louis Roederer (1754 † 1835) | Comte Pierre-Louis Roederer (1754 † 1835) | Comte Pierre-Louis Roederer (1754 † 1835) | Comte Pierre-Louis Roederer (1754 † 1835) |  |  |  |  |  |  |  |  |  |  |
|                                                                            |                                                                            |                                                                            |                                                                            |                                                                            |                                                                            |                                                   |                                                   |                                                                              |                                                                              |                                                                              |                                                                              |                                                                              |                                                                              |                                                                 |                                                                 |                                                                              |                                                                              |                                                                              |                                                                              |                                                                              |                                                                              |                                                           |                                                           |                                                                  |                                                                  |                                                                  |                                                                  |                                                                  |                                                                  |                                                            |                                                            |                                                                              |                                                                              |                                                                              |                                                                              |                                                                              |                                                                              |                                                    |                                                    |                                                    |                                                    |                                             |                                             |  |  |                                           |                                           |                                           |                                           |                                           |                                           |  |  |  |  |  |  |  |  |  |  |
|                                                                            |                                                                            |                                                                            |                                                                            |                                                                            |                                                                            |                                                   |                                                   |                                                                              |                                                                              |                                                                              |                                                                              |                                                                              |                                                                              |                                                                 |                                                                 |                                                                              |                                                                              |                                                                              |                                                                              |                                                                              |                                                                              |                                                           |                                                           |                                                                  |                                                                  |                                                                  |                                                                  |                                                                  |                                                                  |                                                            |                                                            |                                                                              |                                                                              |                                                                              |                                                                              |                                                                              |                                                                              |                                                    |                                                    |                                                    |                                                    |                                             |                                             |  |  |                                           |                                           |                                           |                                           |                                           |                                           |  |  |  |  |  |  |  |  |  |  |
|                                                                            |                                                                            |                                                                            |                                                                            | Auguste Jean Chevandier de Valdrome (1781 † 1865)                          | Auguste Jean Chevandier de Valdrome (1781 † 1865)                          | Auguste Jean Chevandier de Valdrome (1781 † 1865) | Auguste Jean Chevandier de Valdrome (1781 † 1865) | Auguste Jean Chevandier de Valdrome (1781 † 1865)                            | Auguste Jean Chevandier de Valdrome (1781 † 1865)                            |                                                                              |                                                                              | Catherine Claire de Guaïta (1782 † 1836) Verreries Saint-Quirin              | Catherine Claire de Guaïta (1782 † 1836) Verreries Saint-Quirin              | Catherine Claire de Guaïta (1782 † 1836) Verreries Saint-Quirin | Catherine Claire de Guaïta (1782 † 1836) Verreries Saint-Quirin | Catherine Claire de Guaïta (1782 † 1836) Verreries Saint-Quirin              | Catherine Claire de Guaïta (1782 † 1836) Verreries Saint-Quirin              |                                                                              |                                                                              |                                                                              |                                                                              |                                                           |                                                           |                                                                  |                                                                  |                                                                  |                                                                  |                                                                  |                                                                  |                                                            |                                                            |                                                                              |                                                                              |                                                                              |                                                                              |                                                                              |                                                                              |                                                    |                                                    |                                                    |                                                    |                                             |                                             |  |  |                                           |                                           |                                           |                                           |                                           |                                           |  |  |  |  |  |  |  |  |  |  |
|                                                                            |                                                                            |                                                                            |                                                                            | Auguste Jean Chevandier de Valdrome (1781 † 1865)                          | Auguste Jean Chevandier de Valdrome (1781 † 1865)                          | Auguste Jean Chevandier de Valdrome (1781 † 1865) | Auguste Jean Chevandier de Valdrome (1781 † 1865) | Auguste Jean Chevandier de Valdrome (1781 † 1865)                            | Auguste Jean Chevandier de Valdrome (1781 † 1865)                            |                                                                              |                                                                              | Catherine Claire de Guaïta (1782 † 1836) Verreries Saint-Quirin              | Catherine Claire de Guaïta (1782 † 1836) Verreries Saint-Quirin              | Catherine Claire de Guaïta (1782 † 1836) Verreries Saint-Quirin | Catherine Claire de Guaïta (1782 † 1836) Verreries Saint-Quirin | Catherine Claire de Guaïta (1782 † 1836) Verreries Saint-Quirin              | Catherine Claire de Guaïta (1782 † 1836) Verreries Saint-Quirin              |                                                                              |                                                                              |                                                                              |                                                                              |                                                           |                                                           |                                                                  |                                                                  |                                                                  |                                                                  |                                                                  |                                                                  |                                                            |                                                            |                                                                              |                                                                              |                                                                              |                                                                              |                                                                              |                                                                              |                                                    |                                                    |                                                    |                                                    |                                             |                                             |  |  |                                           |                                           |                                           |                                           |                                           |                                           |  |  |  |  |  |  |  |  |  |  |
|                                                                            |                                                                            |                                                                            |                                                                            |                                                                            |                                                                            |                                                   |                                                   |                                                                              |                                                                              |                                                                              |                                                                              |                                                                              |                                                                              |                                                                 |                                                                 |                                                                              |                                                                              |                                                                              |                                                                              |                                                                              |                                                                              |                                                           |                                                           |                                                                  |                                                                  |                                                                  |                                                                  |                                                                  |                                                                  |                                                            |                                                            |                                                                              |                                                                              |                                                                              |                                                                              |                                                                              |                                                                              |                                                    |                                                    |                                                    |                                                    |                                             |                                             |  |  |                                           |                                           |                                           |                                           |                                           |                                           |  |  |  |  |  |  |  |  |  |  |
|                                                                            |                                                                            |                                                                            |                                                                            |                                                                            |                                                                            |                                                   |                                                   |                                                                              |                                                                              |                                                                              |                                                                              |                                                                              |                                                                              |                                                                 |                                                                 |                                                                              |                                                                              |                                                                              |                                                                              |                                                                              |                                                                              |                                                           |                                                           |                                                                  |                                                                  |                                                                  |                                                                  |                                                                  |                                                                  |                                                            |                                                            |                                                                              |                                                                              |                                                                              |                                                                              |                                                                              |                                                                              |                                                    |                                                    |                                                    |                                                    |                                             |                                             |  |  |                                           |                                           |                                           |                                           |                                           |                                           |  |  |  |  |  |  |  |  |  |  |
| Georges Chevandier de Valdrome (1804 † 1887) ép. Julie Finot (1818 † 1873) | Georges Chevandier de Valdrome (1804 † 1887) ép. Julie Finot (1818 † 1873) | Georges Chevandier de Valdrome (1804 † 1887) ép. Julie Finot (1818 † 1873) | Georges Chevandier de Valdrome (1804 † 1887) ép. Julie Finot (1818 † 1873) | Georges Chevandier de Valdrome (1804 † 1887) ép. Julie Finot (1818 † 1873) | Georges Chevandier de Valdrome (1804 † 1887) ép. Julie Finot (1818 † 1873) |                                                   |                                                   | Eugène Chevandier de Valdrome (1810 † 1878) ép. Pauline Sahler (1820 † 1901) | Eugène Chevandier de Valdrome (1810 † 1878) ép. Pauline Sahler (1820 † 1901) | Eugène Chevandier de Valdrome (1810 † 1878) ép. Pauline Sahler (1820 † 1901) | Eugène Chevandier de Valdrome (1810 † 1878) ép. Pauline Sahler (1820 † 1901) | Eugène Chevandier de Valdrome (1810 † 1878) ép. Pauline Sahler (1820 † 1901) | Eugène Chevandier de Valdrome (1810 † 1878) ép. Pauline Sahler (1820 † 1901) |                                                                 |                                                                 | Paul Chevandier de Valdrome (1817 † 1877) Artiste peintre ép. Émilie Lelarge | Paul Chevandier de Valdrome (1817 † 1877) Artiste peintre ép. Émilie Lelarge | Paul Chevandier de Valdrome (1817 † 1877) Artiste peintre ép. Émilie Lelarge | Paul Chevandier de Valdrome (1817 † 1877) Artiste peintre ép. Émilie Lelarge | Paul Chevandier de Valdrome (1817 † 1877) Artiste peintre ép. Émilie Lelarge | Paul Chevandier de Valdrome (1817 † 1877) Artiste peintre ép. Émilie Lelarge |                                                           |                                                           | Hortense Chevandier de Valdrome (1813 † 1879) baronne de Prailly | Hortense Chevandier de Valdrome (1813 † 1879) baronne de Prailly | Hortense Chevandier de Valdrome (1813 † 1879) baronne de Prailly | Hortense Chevandier de Valdrome (1813 † 1879) baronne de Prailly | Hortense Chevandier de Valdrome (1813 † 1879) baronne de Prailly | Hortense Chevandier de Valdrome (1813 † 1879) baronne de Prailly |                                                            |                                                            | Nicolas Husson Baron de Prailly (1804 † 1881) Président du Tribunal de Nancy | Nicolas Husson Baron de Prailly (1804 † 1881) Président du Tribunal de Nancy | Nicolas Husson Baron de Prailly (1804 † 1881) Président du Tribunal de Nancy | Nicolas Husson Baron de Prailly (1804 † 1881) Président du Tribunal de Nancy | Nicolas Husson Baron de Prailly (1804 † 1881) Président du Tribunal de Nancy | Nicolas Husson Baron de Prailly (1804 † 1881) Président du Tribunal de Nancy |                                                    |                                                    |                                                    |                                                    |                                             |                                             |  |  |                                           |                                           |                                           |                                           |                                           |                                           |  |  |  |  |  |  |  |  |  |  |
| Georges Chevandier de Valdrome (1804 † 1887) ép. Julie Finot (1818 † 1873) | Georges Chevandier de Valdrome (1804 † 1887) ép. Julie Finot (1818 † 1873) | Georges Chevandier de Valdrome (1804 † 1887) ép. Julie Finot (1818 † 1873) | Georges Chevandier de Valdrome (1804 † 1887) ép. Julie Finot (1818 † 1873) | Georges Chevandier de Valdrome (1804 † 1887) ép. Julie Finot (1818 † 1873) | Georges Chevandier de Valdrome (1804 † 1887) ép. Julie Finot (1818 † 1873) |                                                   |                                                   | Eugène Chevandier de Valdrome (1810 † 1878) ép. Pauline Sahler (1820 † 1901) | Eugène Chevandier de Valdrome (1810 † 1878) ép. Pauline Sahler (1820 † 1901) | Eugène Chevandier de Valdrome (1810 † 1878) ép. Pauline Sahler (1820 † 1901) | Eugène Chevandier de Valdrome (1810 † 1878) ép. Pauline Sahler (1820 † 1901) | Eugène Chevandier de Valdrome (1810 † 1878) ép. Pauline Sahler (1820 † 1901) | Eugène Chevandier de Valdrome (1810 † 1878) ép. Pauline Sahler (1820 † 1901) |                                                                 |                                                                 | Paul Chevandier de Valdrome (1817 † 1877) Artiste peintre ép. Émilie Lelarge | Paul Chevandier de Valdrome (1817 † 1877) Artiste peintre ép. Émilie Lelarge | Paul Chevandier de Valdrome (1817 † 1877) Artiste peintre ép. Émilie Lelarge | Paul Chevandier de Valdrome (1817 † 1877) Artiste peintre ép. Émilie Lelarge | Paul Chevandier de Valdrome (1817 † 1877) Artiste peintre ép. Émilie Lelarge | Paul Chevandier de Valdrome (1817 † 1877) Artiste peintre ép. Émilie Lelarge |                                                           |                                                           | Hortense Chevandier de Valdrome (1813 † 1879) baronne de Prailly | Hortense Chevandier de Valdrome (1813 † 1879) baronne de Prailly | Hortense Chevandier de Valdrome (1813 † 1879) baronne de Prailly | Hortense Chevandier de Valdrome (1813 † 1879) baronne de Prailly | Hortense Chevandier de Valdrome (1813 † 1879) baronne de Prailly | Hortense Chevandier de Valdrome (1813 † 1879) baronne de Prailly |                                                            |                                                            | Nicolas Husson Baron de Prailly (1804 † 1881) Président du Tribunal de Nancy | Nicolas Husson Baron de Prailly (1804 † 1881) Président du Tribunal de Nancy | Nicolas Husson Baron de Prailly (1804 † 1881) Président du Tribunal de Nancy | Nicolas Husson Baron de Prailly (1804 † 1881) Président du Tribunal de Nancy | Nicolas Husson Baron de Prailly (1804 † 1881) Président du Tribunal de Nancy | Nicolas Husson Baron de Prailly (1804 † 1881) Président du Tribunal de Nancy |                                                    |                                                    |                                                    |                                                    |                                             |                                             |  |  |                                           |                                           |                                           |                                           |                                           |                                           |  |  |  |  |  |  |  |  |  |  |
|                                                                            |                                                                            |                                                                            |                                                                            |                                                                            |                                                                            |                                                   |                                                   |                                                                              |                                                                              |                                                                              |                                                                              |                                                                              |                                                                              |                                                                 |                                                                 |                                                                              |                                                                              |                                                                              |                                                                              |                                                                              |                                                                              |                                                           |                                                           |                                                                  |                                                                  |                                                                  |                                                                  |                                                                  |                                                                  |                                                            |                                                            |                                                                              |                                                                              |                                                                              |                                                                              |                                                                              |                                                                              |                                                    |                                                    |                                                    |                                                    |                                             |                                             |  |  |                                           |                                           |                                           |                                           |                                           |                                           |  |  |  |  |  |  |  |  |  |  |
|                                                                            |                                                                            |                                                                            |                                                                            |                                                                            |                                                                            |                                                   |                                                   | sans descendance                                                             | sans descendance                                                             | sans descendance                                                             | sans descendance                                                             | sans descendance                                                             | sans descendance                                                             |                                                                 |                                                                 | Armand Chevandier de Valdrome Agent consulaire (1865 † 1914)                 | Armand Chevandier de Valdrome Agent consulaire (1865 † 1914)                 | Armand Chevandier de Valdrome Agent consulaire (1865 † 1914)                 | Armand Chevandier de Valdrome Agent consulaire (1865 † 1914)                 | Armand Chevandier de Valdrome Agent consulaire (1865 † 1914)                 | Armand Chevandier de Valdrome Agent consulaire (1865 † 1914)                 |                                                           |                                                           |                                                                  |                                                                  |                                                                  |                                                                  | Berthe Husson de Prailly (1835 † 1910) comtesse de Guichen       | Berthe Husson de Prailly (1835 † 1910) comtesse de Guichen       | Berthe Husson de Prailly (1835 † 1910) comtesse de Guichen | Berthe Husson de Prailly (1835 † 1910) comtesse de Guichen | Berthe Husson de Prailly (1835 † 1910) comtesse de Guichen                   | Berthe Husson de Prailly (1835 † 1910) comtesse de Guichen                   |                                                                              |                                                                              | Alphonse du Bouëxic comte de Guichen (1822 † 1894)                           | Alphonse du Bouëxic comte de Guichen (1822 † 1894)                           | Alphonse du Bouëxic comte de Guichen (1822 † 1894) | Alphonse du Bouëxic comte de Guichen (1822 † 1894) | Alphonse du Bouëxic comte de Guichen (1822 † 1894) | Alphonse du Bouëxic comte de Guichen (1822 † 1894) |                                             |                                             |  |  |                                           |                                           |                                           |                                           |                                           |                                           |  |  |  |  |  |  |  |  |  |  |
|                                                                            |                                                                            |                                                                            |                                                                            |                                                                            |                                                                            |                                                   |                                                   | sans descendance                                                             | sans descendance                                                             | sans descendance                                                             | sans descendance                                                             | sans descendance                                                             | sans descendance                                                             |                                                                 |                                                                 | Armand Chevandier de Valdrome Agent consulaire (1865 † 1914)                 | Armand Chevandier de Valdrome Agent consulaire (1865 † 1914)                 | Armand Chevandier de Valdrome Agent consulaire (1865 † 1914)                 | Armand Chevandier de Valdrome Agent consulaire (1865 † 1914)                 | Armand Chevandier de Valdrome Agent consulaire (1865 † 1914)                 | Armand Chevandier de Valdrome Agent consulaire (1865 † 1914)                 |                                                           |                                                           |                                                                  |                                                                  |                                                                  |                                                                  | Berthe Husson de Prailly (1835 † 1910) comtesse de Guichen       | Berthe Husson de Prailly (1835 † 1910) comtesse de Guichen       | Berthe Husson de Prailly (1835 † 1910) comtesse de Guichen | Berthe Husson de Prailly (1835 † 1910) comtesse de Guichen | Berthe Husson de Prailly (1835 † 1910) comtesse de Guichen                   | Berthe Husson de Prailly (1835 † 1910) comtesse de Guichen                   |                                                                              |                                                                              | Alphonse du Bouëxic comte de Guichen (1822 † 1894)                           | Alphonse du Bouëxic comte de Guichen (1822 † 1894)                           | Alphonse du Bouëxic comte de Guichen (1822 † 1894) | Alphonse du Bouëxic comte de Guichen (1822 † 1894) | Alphonse du Bouëxic comte de Guichen (1822 † 1894) | Alphonse du Bouëxic comte de Guichen (1822 † 1894) |                                             |                                             |  |  |                                           |                                           |                                           |                                           |                                           |                                           |  |  |  |  |  |  |  |  |  |  |
|                                                                            |                                                                            |                                                                            |                                                                            |                                                                            |                                                                            |                                                   |                                                   |                                                                              |                                                                              |                                                                              |                                                                              |                                                                              |                                                                              |                                                                 |                                                                 |                                                                              |                                                                              |                                                                              |                                                                              |                                                                              |                                                                              |                                                           |                                                           |                                                                  |                                                                  |                                                                  |                                                                  |                                                                  |                                                                  |                                                            |                                                            |                                                                              |                                                                              |                                                                              |                                                                              |                                                                              |                                                                              |                                                    |                                                    |                                                    |                                                    |                                             |                                             |  |  |                                           |                                           |                                           |                                           |                                           |                                           |  |  |  |  |  |  |  |  |  |  |
|                                                                            |                                                                            |                                                                            |                                                                            |                                                                            |                                                                            |                                                   |                                                   |                                                                              |                                                                              |                                                                              |                                                                              |                                                                              |                                                                              |                                                                 |                                                                 | Édith Damase belle-sœur de la romançière Colette                             | Édith Damase belle-sœur de la romançière Colette                             | Édith Damase belle-sœur de la romançière Colette                             | Édith Damase belle-sœur de la romançière Colette                             | Édith Damase belle-sœur de la romançière Colette                             | Édith Damase belle-sœur de la romançière Colette                             |                                                           |                                                           |                                                                  |                                                                  |                                                                  |                                                                  |                                                                  |                                                                  |                                                            |                                                            | Joseph du Bouëxic comte de Guichen (1862 † 1921) Maire de Cirey en 1911      | Joseph du Bouëxic comte de Guichen (1862 † 1921) Maire de Cirey en 1911      | Joseph du Bouëxic comte de Guichen (1862 † 1921) Maire de Cirey en 1911      | Joseph du Bouëxic comte de Guichen (1862 † 1921) Maire de Cirey en 1911      | Joseph du Bouëxic comte de Guichen (1862 † 1921) Maire de Cirey en 1911      | Joseph du Bouëxic comte de Guichen (1862 † 1921) Maire de Cirey en 1911      |                                                    |                                                    |                                                    |                                                    |                                             |                                             |  |  |                                           |                                           |                                           |                                           |                                           |                                           |  |  |  |  |  |  |  |  |  |  |

### Milieu artistique: formation auprès des aînés

#### Initiation auprès de Cabat
Paul Chevandier de Valdrome est l'élève de Prosper Marilhat, de François-Édouard Picot. Il est surtout le disciple du paysagiste Louis-Nicolas Cabat,, ami proche du Père Lacordaire. L'initiation auprès de Cabat est minutieusement décrite dans les revues d'Art de l'époque : « Très jeune, Paul Chevandier de Valdrome quitte tout pour suivre Cabat, l'ami de son adoption. Il se fait pauvre comme lui, peintre comme lui. Il partage ses fatigues, ses travaux, ses voyages, ses longues courses à pied sous l'ardent soleil. Il a été ainsi à la suite de Cabat jusqu'à ce qu'un jour, il ait senti s'éveiller en lui le calme et solennel enthousiasme du paysagiste. » C'est d'ailleurs par l'entremise de Paul Chevandier de Valdrome que Cabat s'est rapproché de Lacordaire et s'est rallié à ses vues sur la foi. Le critique d'Art Jules Janin décrit dans le détail la naissance de l'amitié entre Paul Chevandier de Valdrome et Louis-Nicolas Cabat dans un article paru alors que le jeune peintre est à peine âgé de 22 ans, en 1839. On recense à cette époque ses premières peintures : Intérieur d'une métairie à Aumale (1836) ou L'Enfant prodigue (1839),.

#### Voyage à Rome avec Chassériau
Paul Chevandier de Valdrome est aussi un ami de Théodore Chassériau et d'Henri Lehmann durant le séjour romain des trois jeunes artistes. Il a rencontré Chassériau dès 1838 grâce à une relation commune, Théophile Gautier. La relation d'amitié entre Chassériau et Chevandier est brève et se termine en avril 1841. C'est à l'occasion de ce même séjour en Italie que Paul Chevandier de Valdrome fréquente la comtesse d'Agoult qui livre son sentiment sur le jeune peintre, non sans une certaine acidité : 

« (...) Il a tout plein de Byron dans la manière ; il est vrai que les Byron moins Childe Harold et les Sand moins Lélia ne sont pas rares ! (...). »

Le séjour en Italie de Paul Chevandier de Valdrome est l'occasion pour l'artiste de rapporter plusieurs toiles : Vue prise au lac de Némi (1841), Un ruisseau dans la campagne de Rome (1842) ou Environs d'Ariccia, campagne de Rome (1844).

#### Autres rencontres: Fromentin, Delacroix et Ziem
À Constantine en 1847, Paul Chevandier de Valdrome rencontre les peintres Eugène Fromentin et l'archéologue Auguste Salzmann, qui ont remarqué ses peintures au Salon de 1845.
En 1853, Eugène Delacroix décrit son entretien avec le paysagiste qui lui donne ses sentiments sur la peinture exécutée d'après modèle, d'Alexandre-Gabriel Decamps : « (...) J’y vois M. Chevandier qui m’accompagne chez moi, il me raconte, entre autres particularités sur Decamps, d’abord son impossibilité de travailler d’après le modèle dans ses tableaux ; en second lieu, ce qui me paraît la conséquence de cette disposition, sa timidité extrême, quand il travaille d’après nature. L’indépendance de l’imagination doit être entière devant le tableau. Le modèle vivant, en comparaison de celui que vous avez créé et mis en harmonie avec le reste de votre composition, déroute l’esprit et introduit un élément étranger dans l’ensemble du tableau. »

Paul Chevandier de Valdrome fréquente également Armand de Pontmartin qui est nommé chevalier de la Légion d'honneur grâce à son intercession auprès de son frère Eugène, ministre de l'Intérieur et se montre également sensible à la poésie contemporaine. À cette époque et comme de nombreux peintres parisiens, son atelier se situe 39, rue de La Tour-d'Auvergne, dans le quartier du bas-Montmartre ; il y reçoit le peintre Félix Ziem, le prince Edmond de Polignac ou le comte de Ludre, originaire comme lui de Lorraine. Le compositeur et pianiste polonais, Frédéric Chopin semble s'être inspiré d'une soirée chez Paul Chevandier de Valdrome pour composer sa Marche funèbre. Ziem raconte ainsi la genèse du troisième mouvement pour la Sonate pour piano no 2 en si bémol mineur, op. 35 : 

« J'invitai à dîner Paul Chevandier et mon ami le peintre Ricard et, au dessert, je fis part à Paul Chevandier du désir de Chopin. Paul envoya son domestique chercher le squelette, et nous rééditâmes la scène de la rue de la Tour-d'Auvergne. Mais ce qui n'avait alors été qu'une plaisanterie devint quelque chose de grand, de douloureux, de terrible. Pâle, les yeux brûlants de fièvre, Chopin s'enveloppa d'un long suaire et contre sa poitrine il tint serré le squelette, le spectre de ses nuits d'insomnie. Dans un silence lugubre, des notes s'épandaient,
larges, lentes, accablées ; une musique inentendue, insoupçonnée : la Marche funèbre ! Elle se créait de toutes pièces, elle nous enlaçait, nous entraînait dans sa ronde infernale. L'artiste tentait de briser le cercle de bronze dans lequel sa pensée se voyait menacée de périr ; nous croyions qu'il allait réussir à s'élever vers le ciel ; mais, après un éclair de joie et d'espoir, ses ailes se brisaient, l'espoir s'évanouissait pour toujours, et retombait morne, vaincu, dans le gouffre d'où 
l'on ne revient pas. Les notes se firent plus rares. Nous nous précipitâmes vers Chopin : il avait donné un si prodigieux effort que nous le crûmes évanoui sous son linceul. »

Le peintre paysagiste, vers 1865, semble être proche d'autres artistes de son temps : Pierre Puvis de Chavannes ainsi que Gustave Ricard sont témoins lors de la naissance de son fils, Armand Chevandier de Valdrome (1865 † 1914). Le peintre romantique Louis Boulanger appartient peut-être aussi au cercle des amis de Paul Chevandier de Valdrome, comme en témoigne une dédicace au bas d'une aquarelle attribuée (plume et encre brune, lavis gris, sur traits de crayon noir) proposée aux enchères par la maison de ventes Piasa le 1er décembre 2008 : Scène orientaliste : notaire et écrivain.

### Collectionneur

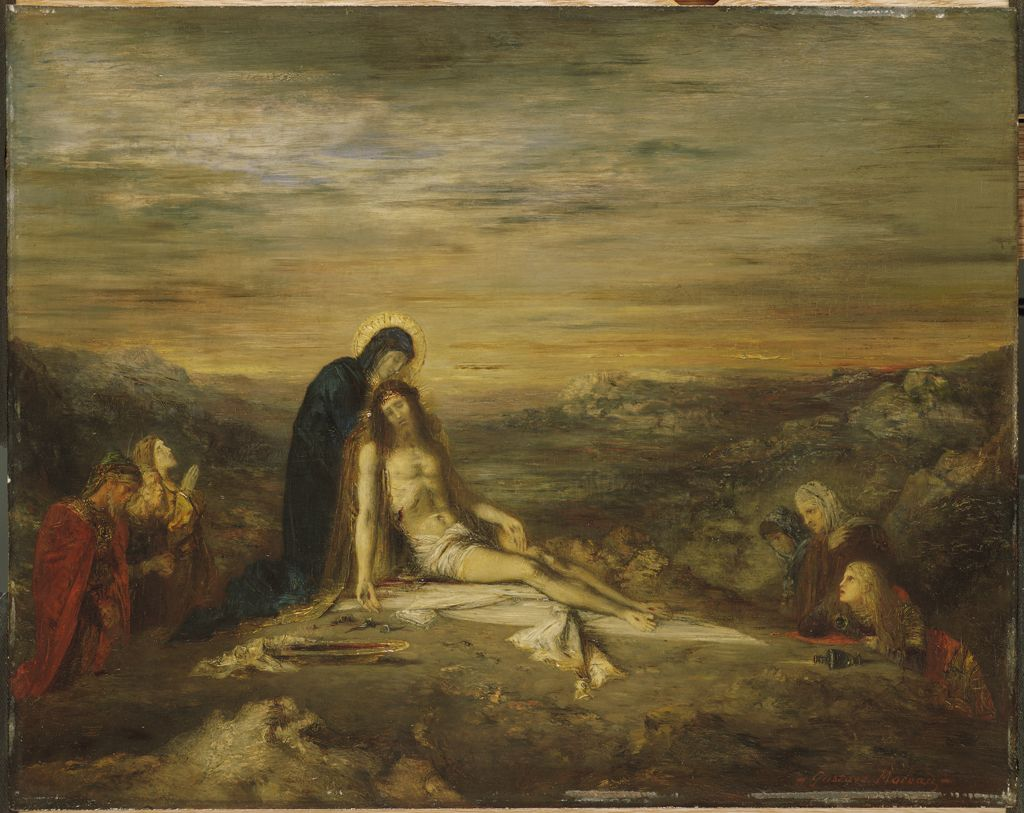
La Pietà de Gustave Moreau, ancienne collection Paul Chevandier de Valdrome.

Il semble que la fortune familiale et la condition sociale de Paul Chevandier de Valdrome lui permettent de collectionner des œuvres de qualité, acquises auprès d'artistes de son temps.
En 1870, le paysagiste acquiert ainsi de Gustave Moreau une huile sur toile représentant une Descente de Croix, exécutée vers 1867, pour un prix de 4 000 francs.
Ce tableau réputé et présenté à de nombreuses reprises dans des expositions internationales, après avoir appartenu à la famille de Robert Winthrop (1833–1892) (en) jusqu'en 1943, est depuis cette date, exposé au Fogg Art Museum à Harvard.

## Peintre de paysages

### Premiers Salons: l'influence de Chassériau et de Cabat
Paul Chevandier de Valdrome participe à son premier Salon en 1836. En 1839, l'artiste peint L'Enfant Prodigue, déjà influencé par Théodore Chassériau. Ce tableau de jeunesse est considéré comme étant de l'école de Louis-Nicolas Cabat qui l'envoie au Salon. Les commentaires sont élogieux : 

« Voici en attendant que M. Cabat nous envoie un paysage de son école. C'est un véritable tableau d'Italie. Un grand terrain sans fleurs et sans herbes. Ceci est l'œuvre d'un tout jeune homme, M. Paul Chevandier. Malgré les incertitudes de cette première composition, ce paysage est bien compris. La petite figure de l'Enfant prodigue, qui est sur le premier plan, est naïvement posée ; l'histoire que raconte l'évangéliste est indiquée avec beaucoup de tact et d'élégance. Rien de commun : mais au contraire, tout cela est simple et bien senti. Le choix du sujet, la tristesse générale du tableau, cette douce lumière placée au bas du ciel, nous font bien espérer du jeune peintre, s'il continue, à force d'études sérieuses, à reproduire ainsi la nature. »

Durant le voyage à Rome de 1840 - 1841, Théodore Chassériau exécute un portrait (dessin) aujourd'hui disparu de Paul Chevandier de Valdrome.
Paul Chevandier de Valdrome présente un Ruisseau dans la campagne de Rome au Salon de 1842, peinture qui rappelle avec succès la manière de Prosper Marilhat, mais, selon la critique, « pas assez cependant pour nous consoler de l’absence de ce paysagiste éminent. »
Le Salon de 1843 est l'occasion pour le paysagiste d'exposer un œuvre peinte à Brindes en Italie.
Théophile Gautier ne l'a pas souvent jugé mais dans La Presse du 17 avril 1845, il le crédite de 

« (...) rendre cette impression sinistre, si admirablement exprimée par Alfred de Musset : il pousse un si funèbre adieu / que les oiseaux des mers désertent le rivage / et que le voyageur attardé sur la plage / sentant passer la mort, se recommande à Dieu. Mais pour rendre une semblable impression, le plus grand peintre du monde ne serait pas de trop et nous ne ferons pas un crime à M. Chevandier de n'y avoir pas réussi. Il a fait un paysage d'un aspect triste et mélancolique, mais qui manque de la désolation profonde et mystérieuse qu'il aurait fallu. »

### Vues italiennes:Paysage, plaine de Rome

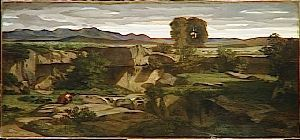
Paysage, plaine de Rome (1845).

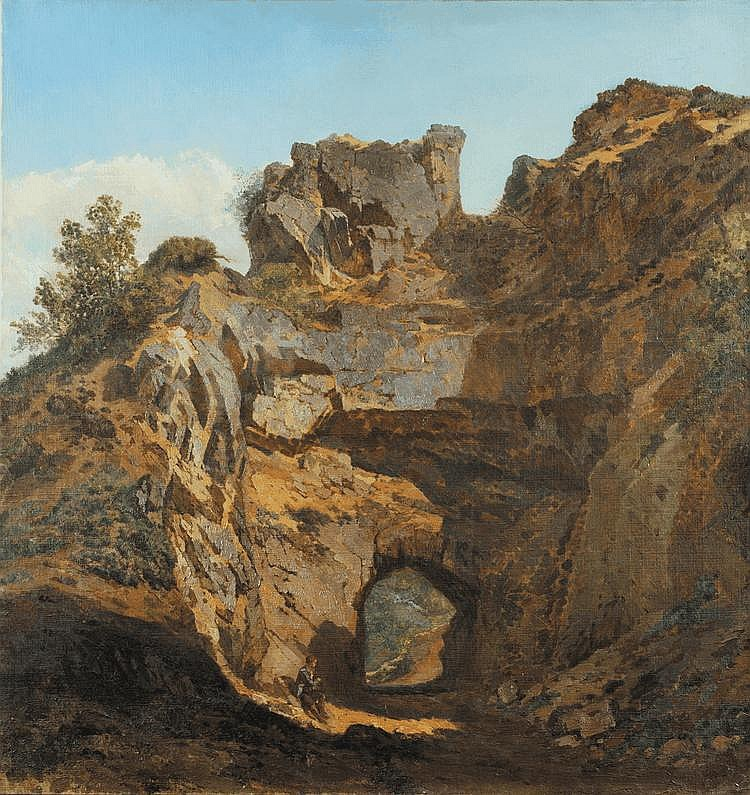
Jeune homme dans un paysage rocheux (1849).

En 1845, il présente Paysage, plaine de Rome, au Salon de Paris en 1846 et pour lequel il est médaillé 3e classe. L'examen radiographique de l'œuvre prouve que l'artiste a peint dans une phase ultime le chasseur et son chien, le paysage étant brossé d'abord dans son ensemble. Ce tableau a bénéficié de nombreux commentaires au Salon de 1846 (Théophile Gautier, Théophile Thoré-Burger, Baudelaire, Guillot, Paul Mantz ou encore Arsène Houssaye). Ainsi, dans La Presse du 7 avril 1846, Théophile Gautier le trouve en progrès car sa Plaine de Rome semble « peinte avec fermeté, bien que la convention y domine encore beaucoup trop (...) »
Les commentaires de Baudelaire sur les peintres néo-classiques (les « paysagistes historiques » ou « paysagistes tragiques » selon ses propres termes) sont sévères : « (...) Vous comprenez maintenant ce que c'est qu'un bon paysage tragique. C'est un arrangement de patrons d'arbres, de fontaines, de tombeaux et d'urnes cinéraires. Les chiens sont taillés sur un certain patron de chien historique ; un berger historique ne peut pas, sous peine de déshonneur, s'en permettre d'autres. Tout arbre immoral qui s'est permis de pousser tout seul et à sa manière est nécessairement abattu ; toute mare à crapauds ou à têtards est impitoyablement enterrée. Les paysagistes historiques, qui ont des remords par suite de quelques peccadilles naturelles, se figurent l’enfer sous l’aspect d’un vrai paysage, d’un ciel pur et d’une nature libre et riche : par exemple une savane ou une forêt vierge. MM. Paul Flandrin, Desgoffes, Chevandier et Teytaud sont les hommes qui se sont imposés la gloire de lutter contre le goût d’une nation. J’ignore quelle est l’origine du paysage historique. À coup sûr, ce n’est pas dans Poussin qu’il a pris naissance ; car auprès de ces messieurs, c’est un esprit perverti et débauché ». 

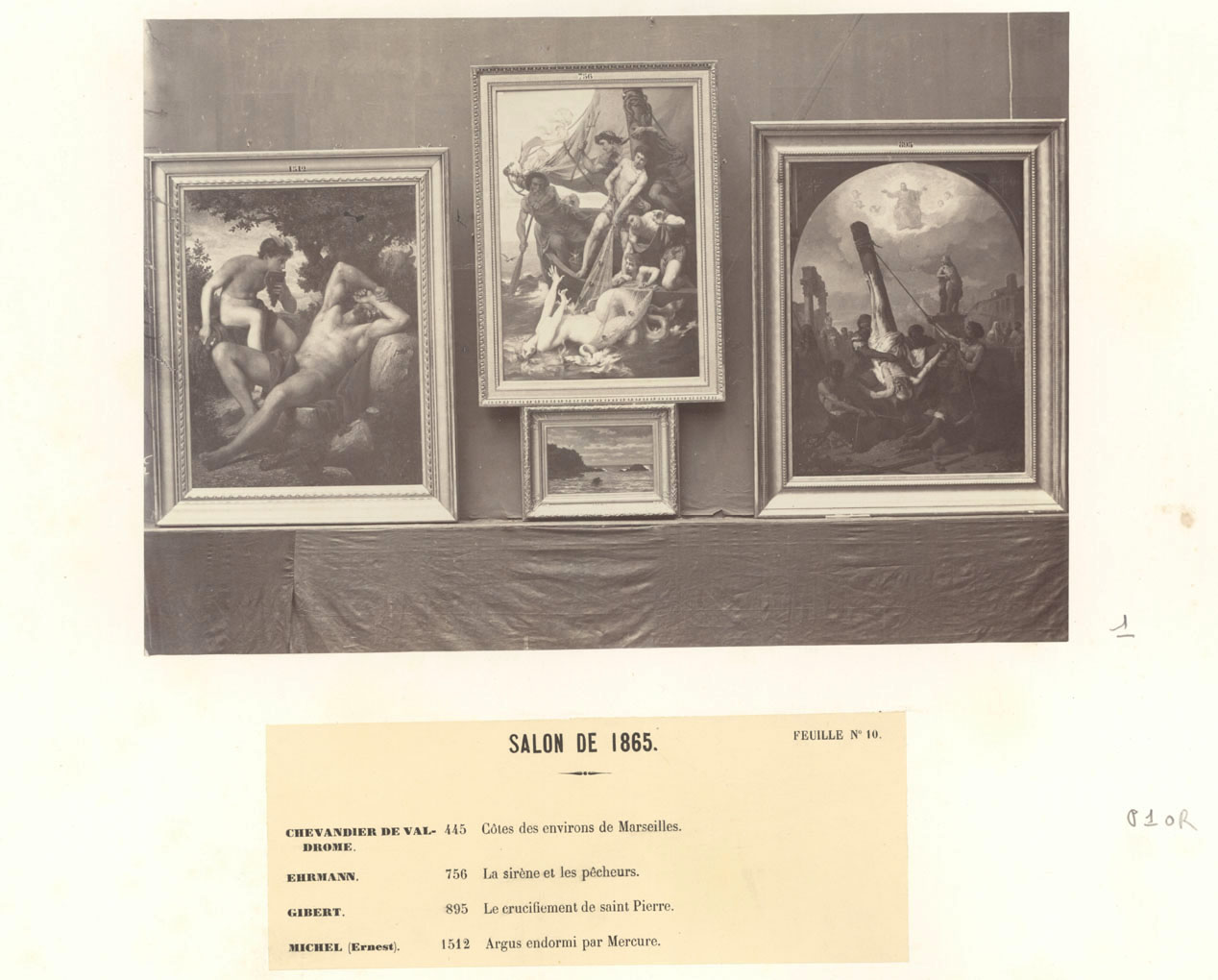
Salon de 1865, Côtes des environs de Marseille.

En 1850, le peintre réalise des vues italiennes comme La Vallée de la nymphe Égérie qui rappelle encore les compositions de Chassériau ou encore Crépuscule dans les Marais Pontins et Ruisseau de la Pascariella. Ces trois compositions sont exposées au Salon de 1850 et commentées par Théophile Gautier dans La Presse du 25 avril 1851 qui apprécie son Crépuscule, « très simple de lignes et très large de touche » mais qui semble moins sensible aux deux autres tableaux. Paul Chevandier de Valdrome expose encore aux Salons de 1853 (Vue de Marseille) et 1855. Il présente Ravin dans les Pyrénées, en 1859, un paysage que la critique accueille favorablement, louant « la manière ferme, le style grave et élevé dans lesquels ce sévère paysage a été conçu et exécuté. » Théophile Gautier nous livre des appréciations sur son œuvre une dernière fois dans Le Journal Officiel du 2 août 1870.

### Dernières années: l'orientaliste

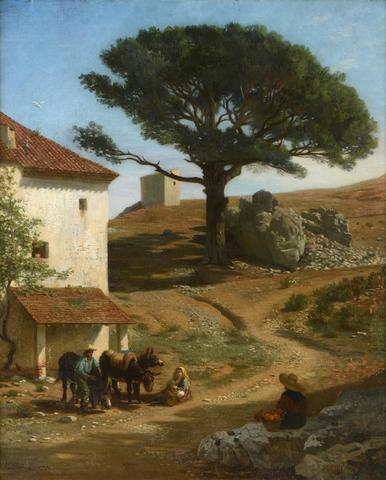
Paul Chevandier de Valdrome, Scène animée en Provence, 1877.

Ses voyages en Afrique du Nord conduisent Paul Chevandier de Valdrome à présenter aux Salons des paysages de villes d'Algérie ou du Maroc (Arabes à la fontaine, Une vue du quartier arabe à Alger). Le Salon de 1865 expose ainsi une Vue des environs d'Alger, La marchande d'oranges dans une ruelle au Maroc ou Scène orientaliste : notaire et écrivain. Paul Chevandier de Valdrome est aussi à cette époque membre du cercle artistique des Mirlitons, aux côtés d'Alexandre Protais, Louis Boulanger, Jean-Léon Gérôme, Isabey, Eugène Lami, Gounod, Elie Cabrol ou le prince Edmond de Polignac.
Il est récompensé au Salon de peinture et de sculpture de 1874 pour deux peintures : Un Matin dans la vallée des Lauriers-Roses, environs de Fréjus (Var) et Soleil couché - Saint-Raphaël (Var). Il fait partie des peintres exposés au musée du Luxembourg en 1874 avec une peinture (lot 445) : Côtes des environs de Marseille, soleil couchant,. L'église paroissiale de Sainte-Croix-Vallée-Française possède  une Sainte Famille de Paul Chevandier de Valdrome, inscrite au titre des monuments historiques en 2010,. Les dernières années du peintre sont également marquées par son installation sur la côte normande, à Pourville, station balnéaire dans laquelle il peint encore des paysages et côtoie aussi la société parisienne en villégiature. Il fréquente notamment Alexandre Duval. Le paysagiste vend quelques mois avant sa mort son hôtel particulier du 43, rue de La Tour-d'Auvergne. Paul Chevandier de Valdrome s'éteint le 2 septembre 1877 et est inhumé à Cirey dans le caveau familial.

## Marché de l'Art

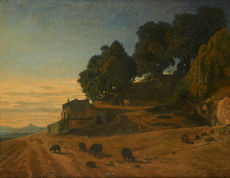
Paul Chevandier de Valdrome, Paysage montagneux avec sanglochons, 1870.

- Vente aux enchères, Piasa, Paris, 1er décembre 2008, lot 235 : Scène orientaliste : notaire et écrivain, aquarelle, plume et encre brune, lavis gris, sur traits de crayon noir, signé à la plume et encre brune à gauche, annoté à la plume et encre brune à gauche : « Notaire / et écrivain / (Khaleb) / à mon ami Boulanger », 23 × 32 cm, estimation 300 € (385,7 €2024) / 400 € (514,26 €2024).
- Vente aux enchères, Leclère, Marseille, samedi 5 novembre 2011, lot 163 : La marchande d'oranges dans une ruelle au Maroc, huile sur panneau signée et datée 1865 en bas à droite, 79 × 44 cm, estimation 3 500 € (4 336,09 €2024) / 4 000 € (4 955,53 €2024).
- Vente aux enchères, Osenat, Fontainebleau, dimanche 7 avril 2013, lot 74 : Jeune homme dans les rochers, huile sur toile, 148 × 138 cm, estimation 600 € (722,82 €2024) / 800 € (963,76 €2024).
- Vente aux enchères, Horta, Bruxelles, 16 juin 2015, lot 323 : Paysage montagneux avec sanglochons, huile sur toile, signée et datée 1870 97 × 125 cm, 1 300 € (1 557,66 €2024).
- Vente aux enchères, Senlis, 18 juin 2017, lot 95 : Scène animée en Provence, huile sur toile, signée et datée 1877, 80 × 65 cm, estimée 1 900 € (2 249,14 €2024).